# Station Pougny-Chancy
Station Pougny-Chancy is een spoorwegstation in de Franse gemeente Pougny.

## Treindiensten
| Serie | Treinsoort          | Route                                        | Bijzonderheden |
| ----- | ------------------- | -------------------------------------------- | -------------- |
| L6    | Léman Express (CFF) | Genève-Cornavin – Pougny-Chancy – Bellegarde |                |